# 山崎守一
山崎 守一（やまざき もりいち、1948年 - ）は、日本のインド哲学者、仏教学者。
1948年生まれ。福島県出身。研究業績により第29回日本印度学仏教学会学術賞を受賞。

## 略歴
東北大学大学院文学研究科博士課程印度学仏教史学専攻修了。文学博士。
専門は初期仏教・ジャイナ教、特に中期インド・アリアン語。
英国ケンブリッジ大学留学、K.R.ノーマン教授の下でプラークリット語、パーリ語、アルダ・マガダ語等を学ぶ。
国立仙台高等専門学校教授、宝仙学園短期大学学長、こども教育宝仙大学学長を歴任。
中央学術研究所顧問。パーリ学仏教文化学会理事、印度学宗教学会理事。

## 主要著作

### 主要著書
- 『古代インド沙門の研究　最古層韻文文献の読解』(2018年、大蔵出版)[2]
- 『沙門ブッダの成立　原始仏教とジャイナ教の間』(2012年、大蔵出版))[2]
- 『Mahavastu-avadana : word index and reverse word index』(2009年、Chuo Academic Research Institute)[2]
- 『『スーヤガダンガ』の翻訳と注解』(2005年、宝仙学園短期大学)[2]
- 『Index to the Jātak』(2003年、Pali Text Society)[2]

### 共著
- 『ジャイナ教聖典選』(河﨑豊, 藤永伸 編 , 上田真啓, 藤本有美, 堀田和義, 八木綾子, 山崎守一 訳、2022年、国書刊行会)[2]
- 『仏教の修行法 : 阿部慈園博士追悼論集』(木村清孝監修。2003年、春秋社)[2]
- 『インド哲学仏教学への誘い : 菅沼晃博士古稀記念論文集』(菅沼晃博士古稀記念論文集刊行会編、2005年、大東出版社)[2]